# Valeriano Fano
Pour les articles homonymes, voir Fano.
Valeriano Fano Morla (La Havane, 1924 - Miami, 1997) est un footballeur cubain des années 1940 et 1950 qui évoluait au poste d'attaquant. Il s'est brièvement reconverti en joueur de baseball entre 1945 et 1948.

## Biographie
À 20 ans, Valeriano « Lilo » Fano fait son apparition sous les couleurs du Juventud Asturiana avec lequel il remporte le championnat en 1944 en marquant huit buts, total qui lui permet de terminer la saison en tant que deuxième meilleur buteur du club derrière Antonio Vinyets (12 réalisations).
En 1945, à la surprise générale, il décide d'entamer une carrière de joueur de baseball. En effet, repéré par Joe Cambria (en), célèbre scout américain des Washington Senators vivant à La Havane, Fano rejoint la ligue mineure des États-Unis afin de jouer simultanément pour les Jamestown Falcons et les Williamsport Grays (en). De 1946 à 1948, on le retrouve chez les Havana Cubans, franchise cubaine fondée par Cambria.
Néanmoins son expérience dans le monde du baseball sera de courte durée puisque, dès 1948, il se réintègre au sein du Juventud Asturiana et dispute le championnat professionnel de football, récemment crée sur l’île. Le 11 septembre 1949, il dispute son seul match avec l'équipe de Cuba, contre le Mexique, dans le cadre des éliminatoires de la Coupe du monde 1950 (défaite 2-0). En 1951, il rejoint le club rival du Centro Gallego où il sera proclamé champion de Cuba cette même année.
Il termine sa carrière à New York en jouant pour des clubs amateurs, Galicia (1953) puis Lithuanian SC (1954). Installé aux États-Unis, Fano s’éteint à Miami en 1997, à l'âge de 72 ans.

## Palmarès
- Juventud Asturiana
  - Champion de Cuba en 1944.

- Centro Gallego
  - Champion de Cuba (professionnel) en 1951.